# UCI Women’s Team
Женская велокоманда (англ. UCI Women's Team) — это велосипедная команда, зарегистрированная в Международном союзе велосипедистов (UCI) для участия в шоссейных соревнованиях. Данный тип команд появился после реорганизации шоссейных соревнований в сезоне 2005 года и примерно соответствует ранее существовавшей англ. Trade Team Women. А с 2013 года к ним добавляется вторая категория Elite 2.
В рамках реструктуризации, предпринятой UCI в 2016 году, было решено создать категорию в которой будут размещаться лучшие команды в мире. Это гарантировало бы их участие в лучших гонках сезона образующих UCI WorldTour Women.

## Состав и национальность
UCI Women’s Team состоит из платёжного агента ответственного за выплаты, представителя команды, спонсоров, велогонщиков, и других сотрудников команды (менеджер, тренер, спортивный врач, соньёр, веломеханик и так далее). До двух спонсоров имеют статус главного партнёра.
Название UCI Women’s Team — это название или бренд одного или обоих основных партнёров. Также может быть лицензирована под другим именем, связанным с проектом. Название команды может меняться, особенно при смене спонсора или платежного агента. Таким образом, название команды может изменяется со сменой спонсоров, а также полностью или частично может стать частью названия другой команды.
Гражданство UCI Women’s Team определяется гражданством большинства её велогонщиков. Имеет практическое значение так как получение лицензии осуществляется через соответствующую национальную федерацию велоспорта.

## Лицензирование
Лицензирование проводится ежегодно (выдаётся на год) в соответствующей национальной федерацией велоспорта. Также она контролирует минимальные требования UCI к контрактам гонщиков и банковская гарантия заработной платы, может предъявлять дополнительные требования к лицензированию. В конце этого процесса происходит регистрация в UCI.

## Велогонщицы
UCI Women’s Team должна состоять минимум из 8 велогонщиц. Максимальное количество — 16 человек.
Также может дополнительно привлекать до 4 гонщиков из других дисциплин велосипедного спорта таких как велокросс, маунтинбайк, трек (гонка по очкам,скрэтч, индивидуальная гонка преследования, омниум) при условии, что эти гонщики были среди лучших 100 рейтинга UCI в своих дисциплинах по итогам предыдущего сезона.
Кроме того с 1 августа каждого года команда может подписать контракты с двумя стажёрами в возрасте до 23 лёт которые смогут принимать участие в гонках до конца текущего года.
Велогонщицы женской велокоманды могут быть как профессионалами так и любителями поскольку минимальная зарплата определяемая UCI отсутствует. Контрактное вознаграждение даже для профессионалов может быть согласовано.

## Участие в гонках
В правилах ICU предусмотрены условия участия женских велокоманд в различных соревнованиях которые зависят от календаря в который входит гонка и её категории в нём:
- UCI Women's WorldTour
  - однодневная гонка — первые 20 команд по итогам рейтинга прошлого сезона
  - многодневная гонка — первые 15 команд по итогам рейтинга прошлого сезона
- Чемпионат мира
  - командная гонка с раздельным стартом

## Значение
UCI Women’s Team будучи командой высшего уровня в женском шоссейном велоспорте и участвующая в самых престижных женских велогонках по своим особенностям сопоставима с мужской континентальной командой (третья категория).